# Cárquere
Cárquere es una freguesia portuguesa del concelho de Resende, con 7,86 km² de superficie y 941 habitantes (2001). Su densidad de población es de 119,7 hab/km².

## Enlaces externos

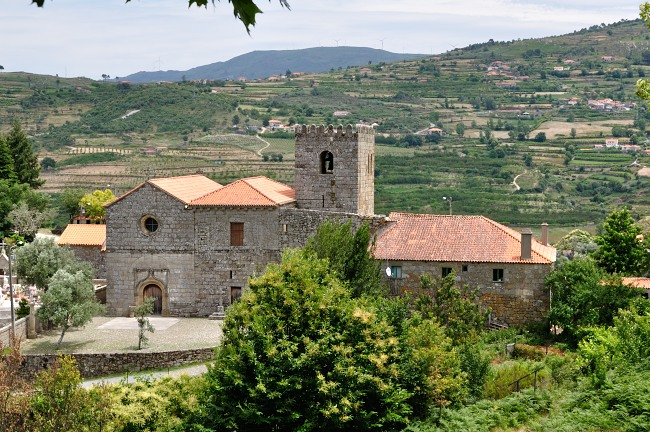
Cárquere. Mosteiro de Cárquere (Priorado de Santa Maria de Cárquere).